# هالینا گورتسکا
هالینا گورتسکا (لهستانی: Halina Górecka؛ زادهٔ ۴ فوریه ۱۹۳۸) دونده اهل لهستان است.
وی در مسابقات کشوری و بین‌المللی در مجموع برندهٔ ۱ مدال طلا، ۱ مدال برنز شده‌است.